# 佩羅魯斯·傑克
佩羅魯斯·傑克（活躍於1888年－1912年4月；/pəˈlɔːrəs/)）是一隻里氏海豚，曾長期在紐西蘭庫克海峽的一段水域中迎接並護送來往船隻。根據記載，牠在1888年首次被目擊，並持續出現至1912年失蹤為止，共活動了24年。佩羅魯斯·傑克通常出現在海軍灣內的法蘭西角（Cape Francis）與科利內角（Collinet Point）之間，靠近法國海峽一帶。該海峽因水流湍急、礁石密布而惡名昭彰，為往來惠灵顿與尼爾遜船隻必經之處。
雖然英國出版的《布雷弗頓的航海奇聞錄》（Breverton's Nautical Curiosities: A Book of the Sea）中聲稱牠的名字來自航海儀器「佩洛勒斯儀」，但根據紐西蘭官方百科全書《Te Ara》的說法，根據當地人的認知，「佩羅魯斯·傑克」的名字其實源自佩洛勒斯海灣，因為牠經常在該海灣入口處迎接船隻，並陪伴通行。
在1904年，佩羅魯斯·傑克曾遭一艘經過的船隻射擊。事件發生後，紐西蘭通過法律對牠加以保護，使牠成為世界上首隻受到法律保護的海洋哺乳動物之一。

## 外觀特徵
佩羅魯斯·傑克體長約4（13英尺），身體為白色，帶有灰色條紋或陰影，頭部呈圓形且潔白。雖然未曾確定其性別，但根據照片鑑定，牠被識別為里氏海豚。該物種在紐西蘭水域並不常見，在當地僅有12起里氏海豚的目擊紀錄。

## 歷史
佩羅魯斯·傑克通常與船隻並行游泳，持續時間通常為20分鐘。如果船員初見時未能發現牠，便會選擇停船等待其現身。
雖然牠名為「佩洛勒斯」，但實際上並不棲息於佩洛勒斯海灣／特霍伊雷，而是經常在法國海峽附近為船隻導航。然而，熟悉牠習性的當地居民表示，牠從未實際穿越法國海峽，而是停留於附近的切特伍德群島一帶。
佩羅魯斯·傑克首次被目擊是在1888年左右，當時雙桅帆船「布林德爾號」（Brindle）駛近位於迪維爾島與南島的法國海峽之間時，一隻海豚出現在船前躍出水面。當時船員一度打算殺害牠，但被船長的妻子制止。隨後，這隻海豚竟主動引導船隻安全穿越狹窄的水道。自此之後，牠數年間引導幾乎所有經過該水域的船隻通行。在當地水域布滿暗礁且水流湍急的情況下，只要佩羅魯斯·傑克在場，從未發生過船難事故。此後，佩羅魯斯·傑克為眾多水手與旅人所熟知，經常見諸當地報紙，也被印製於明信片上。
1904年，企鵝號的一名乘客持步槍朝佩羅魯斯·傑克開槍。儘管遭受攻擊，佩羅魯斯·傑克仍繼續護航船隻。然而，據民間傳說，牠自此不再協助「企鵝號」。該船最終於1909年在庫克海峽失事沉沒，成為紐西蘭20世紀最嚴重的海難事故。
在該次槍擊事件之後，一項法律提案被提出以保護傑克。紐西蘭政府1904年9月26日根據《海洋漁業法》（Sea Fisheries Act）樞密令頒布，傑克被列為受法律保護的海洋生物。此項保護措施一直持續至1912年傑克消失為止。這導致傑克成為世界上首位受法律保護的個體海洋生物。

### 失蹤及紀念
佩羅魯斯·傑克最後一次被目擊是在1912年4月。對於牠的失蹤，坊間流傳多種說法，包括被外國捕鯨者捕殺的疑慮。但研究人員推測，佩羅魯斯·傑克當時年事已高，其白色頭部與蒼白身軀皆為老年的徵兆，因此最可能的情況是自然死亡。
自1989年起，佩羅魯斯·傑克成為跨越庫克海峽的「Interislander」渡輪服務的象徵，牠的形象被納入該船隊的塗裝設計中。
2016年，一座紀念佩羅魯斯·傑克的雕像於法國海峽落成揭幕。

## 流行文化
- 1945年，鮑勃·勞瑞（Bob Lowry）在奧克蘭創立印刷出版社「佩洛出版社」（Pelorus Press），其標誌為一條海豚，象徵16世紀威尼斯印刷商阿尔杜斯·马努提乌斯。勞瑞以佩洛傑克命名出版社，稱「延續古老的海豚傳統是個極為自然的選擇，那麼還有誰比佩洛傑克——那條來自海峽的海豚——更適合？」[18]
- 1913年，屬於恩加蒂庫亞（英语：Ngāti Kuia）部族的高齡長者Kipa Hemi Whiro堅信佩洛傑克即為「考馬圖阿（英语：Kaikai-a-waro）」的化身——一位古老的海神或「taniwha」（毛利神話中的水怪），據說曾引導其祖先Matua-hautere從北島橫渡庫克海峽，並於南島定居。[9]
- 「佩洛傑克」（Pelorus Jack）亦為一支蘇格蘭鄉村舞曲之名，[19]該舞蹈特色為交替進行的串聯半迴旋（half-reels 或 heys），由兩人作為一組演出，並在每次迴旋結束時互換領舞角色。此舞蹈也稱作「海豚迴旋」（Dolphin Reel）。[20]
- 英國作家亞瑟·蘭塞姆在其1932年小說《彼得·達克（英语：Peter_Duck）》中提及佩洛傑克曾為船隻引航並受到法律保護，惟文中角色「彼得·達克」錯誤地將佩洛傑克的活動地點設定於雪梨港。[21]
- The story of Pelorus Jack is (with some changes) recounted in the 1960's Boris Karloff Tales of Mystery anthology comic series.[22]
- 佩洛傑克的故事亦曾被改編並收錄於1960年代由鮑里斯·卡洛夫（Boris Karloff）主編的漫畫選集《神秘故事》（Tales of Mystery）中，雖經過若干改編。[22]
- 1996年，創作歌手安德烈亞·普羅丹（英语：Andrea_Prodan）在其全人聲專輯《Viva Voce》中，以歌曲〈Pelorus Jack〉講述了佩洛傑克的故事。
- 兩隻英國鬥牛犬分別名為佩洛傑克一世（1913–1916）與佩洛傑克二世（1916–1919），曾擔任新西蘭戰鬥巡洋艦（英语：HMS_New_Zealand_(1911)）的吉祥物。該艦由新西蘭政府出資建造，供英國皇家海軍使用。.[23]
- 康沃爾詩人、廣播人與教師查爾斯·考斯利（英语：Charles Causley）曾在其詩集《1951–2000年詩選》中，以一首傳統格式的44行詩作〈佩洛傑克〉（Pelorus Jack）講述其事蹟。

## 另見
- 奧波(海豚)（英语：Opo_(dolphin)）
- 莫科(海豚)（英语：Moko_(dolphin)）
- 真菌(海豚)（英语：Fungie）
- 鯨類個體列表（英语：List_of_individual_cetaceans）

### 來源
1. ↑  Wells, John C. .  第2版. Longman. 2000. ISBN 0-582-36467-1.
2. ↑  Casey, Susan. . The Independent. 2015-09-09  [2020-08-31]. （原始内容存档于17 June 2020）.
3. ↑  Lawson, Will. . Pacific Marine Review (San Francisco: J. S. Hines). September 1924: 459, 466  [3 December 2021]. （原始内容存档于4 January 2022）.
4. ↑  泰瑞·布里沃頓. . London: Quercus. 20 September 2012  [11 June 2020]. ISBN 978-1-84916-626-3. OCLC 909290007. （原始内容存档于4 January 2022）.
5. ↑  Hutching, Gerard. . . 1 September 2015  [14 June 2020]. （原始内容存档于14 June 2020）. ... Pelorus Jack ....was so named because he would meet boats near the entrance to Pelorus Sound, in the Marlborough Sounds. ...'
6. 1 2 3  Monaco, Annalisa Lo. . Vanilla Magazine. 2020-08-18  [2020-08-31]. （原始内容存档于9 July 2021） （it-IT）.
7. ↑  . pelorus-jack.com.   [17 August 2011]. （原始内容存档于21 January 2008）.
8. 1 2  Parkinson, Brian. . Ecotours New Zealand.   [29 December 2006]. （原始内容存档于9 October 2006）.
9. 1 2 3  Maori, A. G. . The Mid-Pacific Magazine (Honolulu: A. H. Ford). June 1913, 5 (6): 565–569.
10. 1 2  Alpers, A.F.G. . An Encyclopaedia of New Zealand. 1966  [29 December 2006]. （原始内容存档于24 July 2008）.
11. 1 2  Sadler, F. W. . . 167-168. University of Michigan: Brown, Son and Ferguson. 1952  [3 December 2021]. （原始内容存档于4 January 2022）.
12. ↑  約翰·羅賓斯 (2011) Diet for a New America 的存檔，存档日期11 June 2020. H J Kramer, ISBN 9781932073416.
13. ↑  Pelorus Jack fact sheet 的存檔，存档日期21 May 2010. at the Museum of Wellington
14. ↑  . www.southwest.com.au.   [28 April 2006]. （原始内容存档于28 April 2006）.
15. ↑  Atkinson, Tania. . HarperCollins. 1994-12-22  [31 August 2020]. ISBN 978-1-86950-165-5. （原始内容存档于4 January 2022）.
16. ↑  New Zealand's Cook Strait Rail Ferries 的存檔，存档日期27 July 2009., New Zealand Maritime Record
17. ↑  Watson, Mike. . www.stuff.co.nz. 11 October 2016  [27 March 2025].
18. ↑  Hughes, Peter. . . Auckland University Press. 2000: 170  [12 December 2020]. ISBN 1-86940-231-6. （原始内容存档于10 November 2020）. Referencing an advertisement for Pelorus Press on the broadside (1949-57) "Here & Now".
19. ↑  . Scottish Country Dancing Dictionary.   [14 June 2018]. （原始内容存档于14 June 2018）. (dance instructions)
20. ↑  Thompson, David Millstone and Allison. . Country Dance & Song Society.   [2019-05-30]. （原始内容存档于30 May 2019）.
21. ↑  Ransome, Arthur.  2006. Godine. 1987: 200. ISBN 0-87923-660-4.
22. ↑  "Miracle from the Deep". Boris Karloff Tales of Mystery #16 (Gold Key Comics, 1963)
23. ↑  . nzhistory.govt.nz.   [2020-06-11]. （原始内容存档于11 June 2020）.

### 書目
- Ross E Hutchins and Jerome P Connolly – The saga of Pelorus Jack (1971)
- Edmund Lindop and Jane Carlson – Pelorus Jack (1964)

## 外部連結
- Famous wild dolphins 的存檔，存档日期28 April 2006.
- The Quest for Pelorus (PDF)